# コウカンチョウ
コウカンチョウ （紅冠鳥、学名：Paroaria coronata）は、スズメ目ホオジロ科に分類される鳥類。

## 分布
ボリビア東部、パラグアイ、ウルグアイ、ブラジル南部、アルゼンチン北部、ハワイ諸島。

## 形態
全長約10センチメートル。頭部、冠羽、胸の中央が赤く、背面は灰色。翼と尾羽は黒く、下面は白い。

## 生態
基本的につがいか小群で暮らし、非繁殖期にはより大きな群れで生活することもある。営巣期には雌雄両方とも雛への給餌を行う。
種子、果実、昆虫を食べる。湿地帯で採餌することも多く、浮草の上を歩く際には、脚が大きく爪先が長いことが体重の分散に役立っている。

## 人間との関係
美しい声で鳴くため飼育目的で捕獲され、それによって個体数が減少する地域も存在した。ハワイには1928年に移入された。